# Дуліби (Березинський район)
Дуліби (біл. вёска Дулебы) — село в складі Березинського району Мінської області, Білорусь. Село підпорядковане Мачеській сільській раді, розташоване в східній частині області.